# Petjerskaklostret
Petjerskaklostret (Petsjerskaja Lavra eller Grotteklostret) er et historisk kloster i Ukraines hovedstad Kyiv. Det blev grundlagt i 1015, og er et historisk center for ortodoks kristendom i Østeuropa. Klostret har været på UNESCO's Verdensarvsliste siden 1990.
Grotteklostret omfatter mange typer seværdigheder. Blandt de mest kendte er de underjordiske grotter, klokketårnet og fæstningsmurene. Komplekset har flere kirker og katedraler, og huser også et teologisk seminarium.

## Petsjerska Lavras etymologi og andre navne
Ordet petsjera betyder grotte. Ordet lavra benyttes for at beskrive de høstrangerende klostrene for østlige ortodokse munke. Anlæggets navn bliver også oversat til Kyivs grottekloster eller Grottens kloster i Kyiv (на печерах).

## Grundlæggelse og tidlig historie
Ifølge Nestorkrøniken vendte den hellige Antonius, en østortodoks munk fra Esphigmenonklosteret på Athos, hjem, og slog sig ned i Kiev som en missionær af Kijevrigets klostertraditioner. Han valgte en grotte i Berestovbjerget med udsigt over floden Dnjepr, og hans tilhængere voksede i antal. Prins Iziaslav 1. af Kiev overlod hele bjerget til antonittermunkene som grundlagde et kloster tegnet af arkitekter fra Konstantinopel.

## Bygninger
Kiev Petsjersk Lavra har blandt sine religiøse bygninger mange arkitektoniske monumenter, med alt fra klokketårne og katedraler til underjordiske grottesystemer og stærke befæstningsmure i sten. Her er Lavras store klokketårn, en del af Kievs bysilhuet, og Maria Himmelfart-katedralen, ødelagt under Anden verdenskrig, men senere helt rekonstrueret. De øvrige kirker er Refektoriekirken, Allehelgenskirken, Frelserens kirke i Berestove, Ophøjelsen af Det hellige kors' kirke, Trefoldighedskirken, Jomfruens fødselskirke, Den hellige Annas undfangelseskirke, og Den livgivende kildes kirke.
Lavra har også mange andre bygninger, deriblandt Sankt Nikolais kloster, Kievs teologiske akademi og seminar, og Debosquettemuren.

### Lavras store klokketårn
Lavras store klokketårn er en af de mest synlige bygninger i Kyivs bysilhuet og tilhører Lavras hovedattraktioner. Det var det største fritstående klokketårn på den tid det blev opført 1731-1745, og blev tegnet af arkitekten Johann Gottfried Schädel. Det er i klassisk stil og kronet med forgyldt kuppel, og har en højde på 96,5 meter.

### Treenighedens portkirke
Treenighedens portkirke ligger på toppen af De hellige porte, som udgør indgangen til klostret. Ifølge en legende blev kirken grundlagt af Chernihiv-prinsen Svjatoslav. Den blev bygget over resterne af en tidligere stenkirke.

### Frelserens kirke i Berestove
Frelserens kirke i Berestove ligger nord for Kyiv Petsjersk Lavra. Den blev opført i landsbyen Berestove omkring år 1000 under prins Vladimir 2. Monomakhs styre. Den fungerede senere som Monomakhdynastiets mausoleum, også med Jurij Dolgorukij, Moskvas grundlægger. Selv om kirken ligger udenfor Lavras fæstningsværker regnes den som del af komplekset.

### Grotter
Petjerskaklostrets grotter er et system af trange underjordiske korridorer (omkring 1-1½ meter brede og 2-2½ meter høje), sammen med flere beboelseskvarterer og underjordiske kapeller. I år 1051 havde den hellige præst Antonius af Kyiv bosat sig i en gammel grotte i et af højdedragene som omgiver Petjerskaklosteret. Efterhånden voksede grotteanlægget, med en række udvidelser og korridorer, og en kirke, og det som i dag er kendt som de fjerne grotter, I 1057, flyttet Antonius til en grotte nær Øvre Lavra, i dag kaldt de nære grotter.
Udenlandske rejsende i 1500- og 1600-tallet hævdede at katakombrene i Petjerskaklosteret strakte sig flere hundrede kilometer, og nåede så langt væk som Moskva og Velikij Novgorod, og med den slags historier - og med mere vederhæftige - spredte de kendskabet om Petjerskaklosteret ud i verden.

## Museum
Petjerskaklosteret er i sig selv også et af de største museer i Kyiv. Hovedudstillingen har artefakter fra 1500- til tidlig i 1900-tallet, med portrætter, kalke, krucifikser, tekstiler og broderier; her er også dele af Lavras gamle trykkeri og dets ikonmalerværksted.. Fra museet går omvisningerne rundt i grotterne som har mumificerede rester af ortodokse helgener eller deres relikvier.